# Nara (Japán)
Nara (japánul 奈良市, narasi) japán város Honsú szigetén, amely a Kanszai régiói Nara prefektúra székhelye. A város a Nara prefektúra északi részét foglalja el és közvetlenül határos a Kiotó prefektúrával. Hét templom, szentély és rom, név szerint a Tódaidzsi, a Szaidaidzsi, a Kófukudzsi, a Gangódzsi, a Jakusidzsi, a Tósódaidzsi, a Kaszuga szentély és a Heidzsó palota romjai a Kaszugajama ősi erdejével együtt alkotják „az ősi Nara történelmi műemlékeit”, amely az UNESCO világörökségének részét képezi.

## Etimológia
Többféle változata is volt Nara írására a Heian korszakban. Ilyenek voltak a következők: 乃楽, 乃羅, 平, 平城, 名良, 奈良, 奈羅, 常, 那良, 那楽, 那羅, 楢, 諾良, 諾楽, 寧, 寧楽 és 儺羅.
Különböző teóriákat vetettek fel Nara nevének eredetéről, a következő öt a leghíresebb. A másodikat, Janagidáét tartják a legdominánsabbnak napjainkban.
- A Nihon soki szerint a narasu (lapítani) szóból származik Nara neve. A könyv szerint: Szudzsin császár uralkodásának tizedik évének szeptemberében "aztán, kiválasztott katonákat vezetve, (a lázadók) előre mentek, megmászták a Nara-jamát (Heidzsó-kjótól északra hegyek fekszenek) és sorrendbe rakták őket. Ekkor a császári csapatok összegyűjtötték és kilapították a fákat és a növényeket. Ezért a hegy neve Nara-jama." Habár maga az elbeszélés egy közös népi etimológia, és néhány kutató történelminek tekinti, még így is a legrégebbi fennmaradt bizonyítéknak számít, és nyelvészeti kapcsolatok szempontjából pedig Janagida másik teóriája követi.
- Az ötlet, miszerint a város neve a síkságból ered, szintén nagyon híres. A nevezetes folklorista, Kunio Janagida a "The Study of Place Names"[2] (Helynevek tanulmánya) című könyvben jelentette ki. A területet, ami egy viszonylag könnyed lejtős domboldalon fekszik – amit Kantóban ta(h)irának, Kjúsú déli részén pedig haenek neveznek -, narunak hívják. A naraszu (ige), narasi (határozószó) és a narushi (melléknév) mind ennek a változatai. A naru kandzsis átírásai, mint például a "平", "阝 és 平" vagy "坪", mindben megtalálható a 平 (lapos), így a "betűk megmutatják a szó jelentését". Emellett, mivel a 平地 (síkság) kiejtése narudzsi az 因幡志 (Inaba könyve, 1795) című könyvben, Janagida arra következtetett, hogy a szót a modernkorig köznévként használták. Nara és Naro is ennek változatai. És valójában, a fentiek alapján kétféle módon is lehet írni Narát: 平, vagy 平城. A teóriát a Nihon Kokugo Daidzsiten (a legnagyobb japán nyelvű szótár), különböző helynevek szótárai[3] és Nara történelemkönyvei is elfogadták, valamint napjainkban ezt tekintik a legvalószínűbbnek.
- Az, hogy Nara a nara (tölgyfafélék) szóból származik, a második leggyakoribb vélemény. Ezt az elképzelést egy Josida Togo[4] nevű nyelvész ajánlotta. A tölgyfafélék ezen elnevezése már a 7-8. századi Manjósúban és a 715-ös Harima no kuni Fudokiban is előfordult.
- Ezentúl, vannak feltételezések, miszerint a koreai eredetű nara (나라: ország, nemzet, királyság) szóból származtatták Nara nevét. Ezt egy nyelvész, Macuoka Sizuo[5] vetette fel. A régi koreai nyelvben – annak ellenére, hogy pár szótár kivételével szinte semmi nem maradt fent – a nara szó először a késői 15. században jelent meg, olyan könyvekben mint a Yongbieocheonga (1447), a Wolinseokbo (1459) vagy a Beophwagyeongeonhae[6] (1463). Arra azonban nincs bizonyíték hogy a szó létezett volna a 7. században. Ezek a könyvek a narah (나랗) szót használták, ami a nara régi formája a koreai nyelvben, s ennek még régebbi formája valószínű, hogy a narak volt. Beckwith szerint a koreai narak a késő középkori kínai nrak (壌, föld) szóból ered, de nincs kapcsolatban a Goguryeo-ban beszélt koreai nyelvvel vagy a japán na-val.[7] Valamint a következő elmélet: Kuszuhara azt mondja, hogy ez a feltevés nem áll kapcsolatban azzal a ténnyel, hogy rengeteg helyet neveztek el hasonlóan (Nara, Naru vagy Naro), ezen a Narán kívül.[8]
- Végül pedig egy olyan feltevés is létezik, ami azt mondja, hogy az elnevezés kapcsolatban áll a tunguz na-val. Néhány tunguz nyelvben, mint például az Örökben (és valószínűleg a Goguryeo-i koreaiban) a na szó földet, területet jelent.

## Történelem
Fő szócikkek: Nara prefektúra, Nara-kor és Heidzsó palota
Nara Japán fővárosa volt a Nara-kor idején, 710 és 784 között, emellett a Nara-kor névadója is. Az eredeti várost, Heidzsókjót, a kínai Tang-dinasztia fővárosáról, Csanganról (a mai Hszian) mintázták.
Nara templomai – együttes nevükön Nanto Sicsi Daidzsi – erősek maradtak a főváros 794-es Heian-kjóba költöztetésének ellenére is. Nara 2010-ben ünnepelte 1300. évfordulóját annak, hogy Japán császári fővárosa lett.

### Modern Nara
A modern korban, a prefektúrai kormányzás központjaként, Nara helyi kereskedelmi és kormányzási központtá fejlődött, amit aztán 1989. február 1-én hivatalosan is bejegyeztek.
2022. július 8-án a városban meggyilkolták Abe Sinzót, a szigetország korábbi miniszterelnökét.

## Földrajz
Nara városa a Nara prefektúra északi végében fekszik, északról közvetlenül határos Kiotó prefektúrával. A legújabb egyesítések eredményeképpen, 2005. április 1-én Narához csatoltak két falut is, Cugét és Cukigaszét. A város mára már közvetlenül határos Mie prefektúrával, keletről. A teljes terület 276,84 négyzetkilométer.
Nara belvárosa az egykori Heidzsó Palota keleti részén fekszik, a megszállott, északi részt Gekjónak (外京) nevezik, ami szó szerinti értelemben a külső főváros. A legtöbb közhivatal (községi hivatal, Nara prefektúra kormánya, Narai Rendőrfőkapitányság stb.) Nidzsó-ódzsiben (二条大路) található, míg Nara irodái és az országos bankok Szandzsó-Ódzsiben (三条大路).
A város legmagasabb pontja a Kaigahira-jama csúcsa, 822 méter magasan (Cugehajama-cso kerület), a legalacsonyabb pedig tengerszint feletti magasság szerinti 56,4 méter magasan az Ikeda-cso kerületben található.

### Éghajlat
Az éghajlat általában mérsékelt, de jelentős különbségek vannak az északnyugati medence területén, valamint a prefektúra hegyes területein.
A medence éghajlata szárazföldre jellemző, magasabb napi hőmérséklet-eltéréssel, és különbséggel a nyári és a téli hőmérsékletek között. A téli hőmérsékletek általában 3 és 5 °C közöttiek, a nyári pedig 25 és 28 °C közötti. A legmagasabb nyári hőmérséklet közel 35 °C. A Narai Meteorológiai Obszervatórium feljegyzései alapján 1990 óta egyetlen év sem volt, amikor több mint 10 napig esett volna a hó.
Az éghajlat a prefektúra többi részén, főleg délen, -5 °C is lehet télen. Erős esőzések nyáron fordulnak elő. Az éves csapadékmennyiség 3 000 és 5 000 mm közötti, amellyel nem csak Japán, hanem az egyenlítői övezeten kívül, a világ egyik legcsapadékosabb területe.
A tavaszi és őszi hőmérséklet mérsékelt és kellemes. A hegyvidékeken, Josinóban már régóta népszerű a cseresznyefa-virágzás, s annak megtekintése. Ősszel, a fa lombjának hullásakor, a déli hegyek szintén kedvelt helyeknek számítanak.

## Demográfia
2005-ben a város becsült lakossága 373 189 fő volt, a népsűrűség 1 348 fő/km², 147 966 háztartással. 3 000 regisztrált külföldi él a városban, koreaiak valamint kínaiak a legnagyobb számban, körülbelül 1 200 és 800 fővel. Végül pedig 1 200 szarvas élt Narában 2005-ben.

## Látványosságok
- Buddhista templomok
  - Tódaidzsi és Nigacu-dó
  - Szaidai-dzsi
  - Kófuku-dzsi
  - Gangó-dzsi
  - Jakusidzsi
  - Tósódai-dzsi
  - Sinjakusi-dzsi
  - Daian-dzsi
  - Endzsó-dzsi
  - Rjószen-dzsi
- Sintó szentélyek
  - Kaszuga szentély
- Egykori császári palota
  - Heidzsó palota
- Egyéb látványosságok
  - Kaszugajama őserdő
  - Naramacsi
  - Nara Nemzetközi Múzeum
  - Nara Park
  - Nara Hotel
  - Iszuien kert
  - Szaruszava tó
  - Vakakusza hegy
  - Jagjú

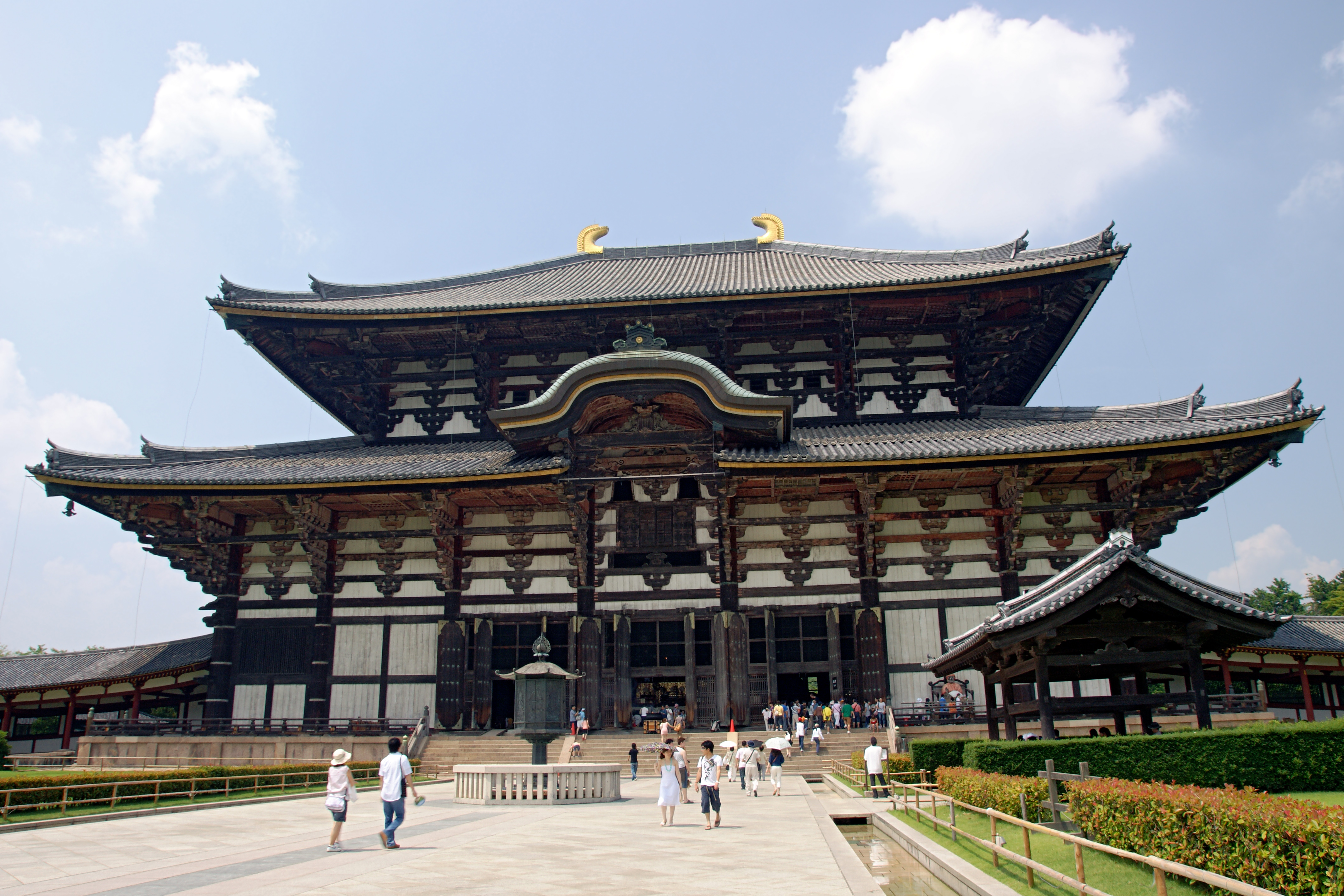
Tódaidzsi
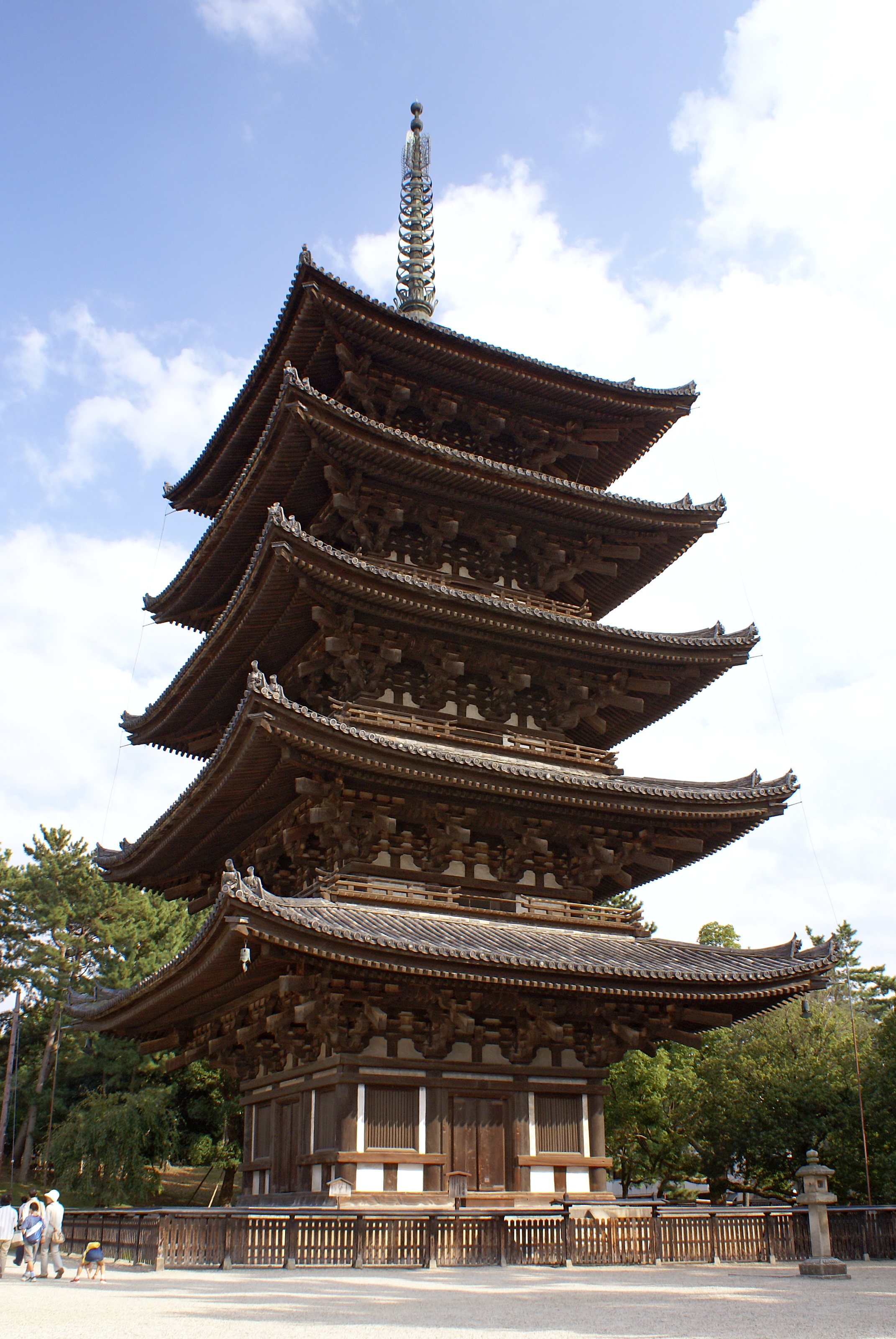
Kófuku-dzsi, Nara központjában
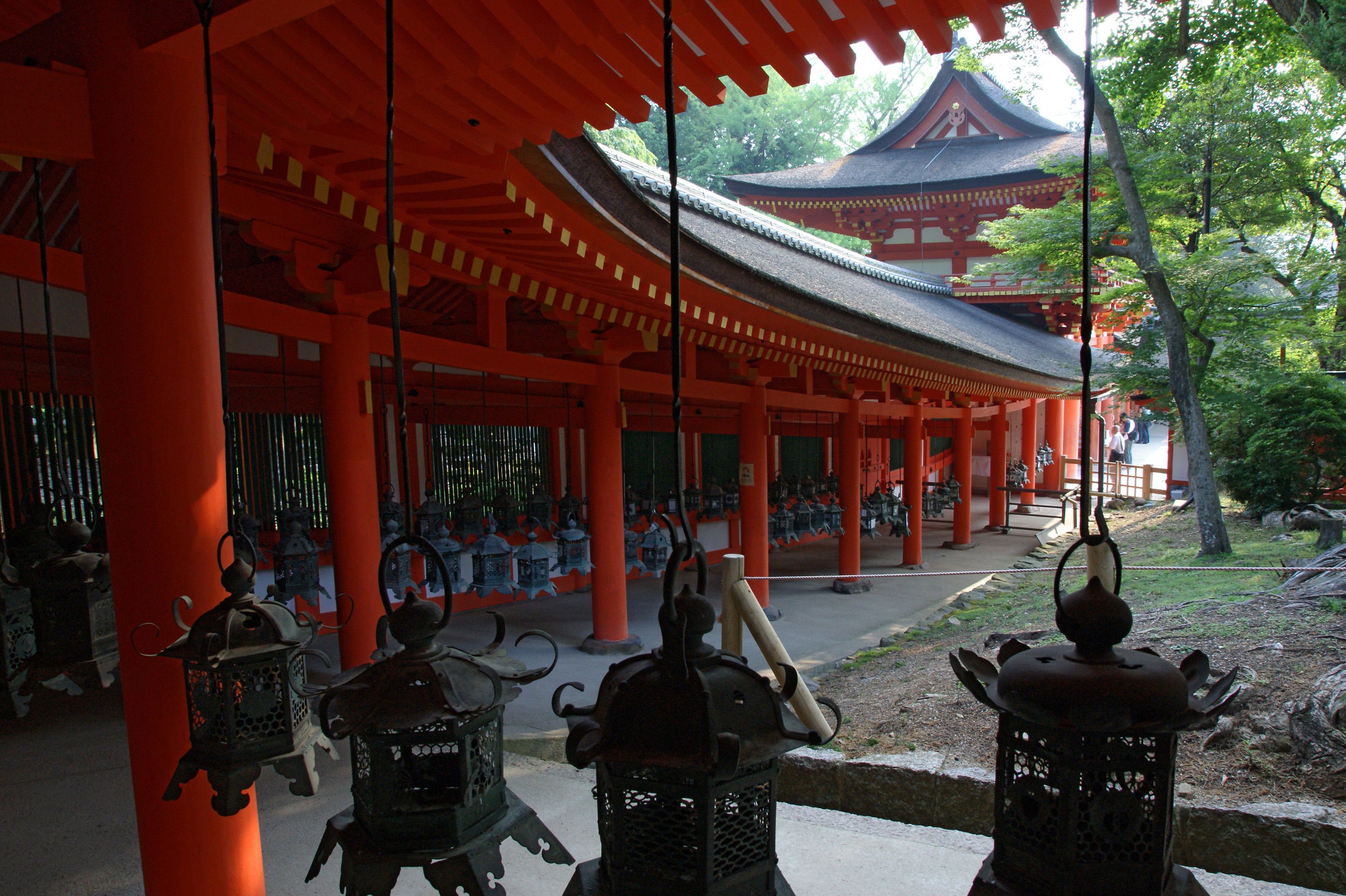
Kaszuga Sinre
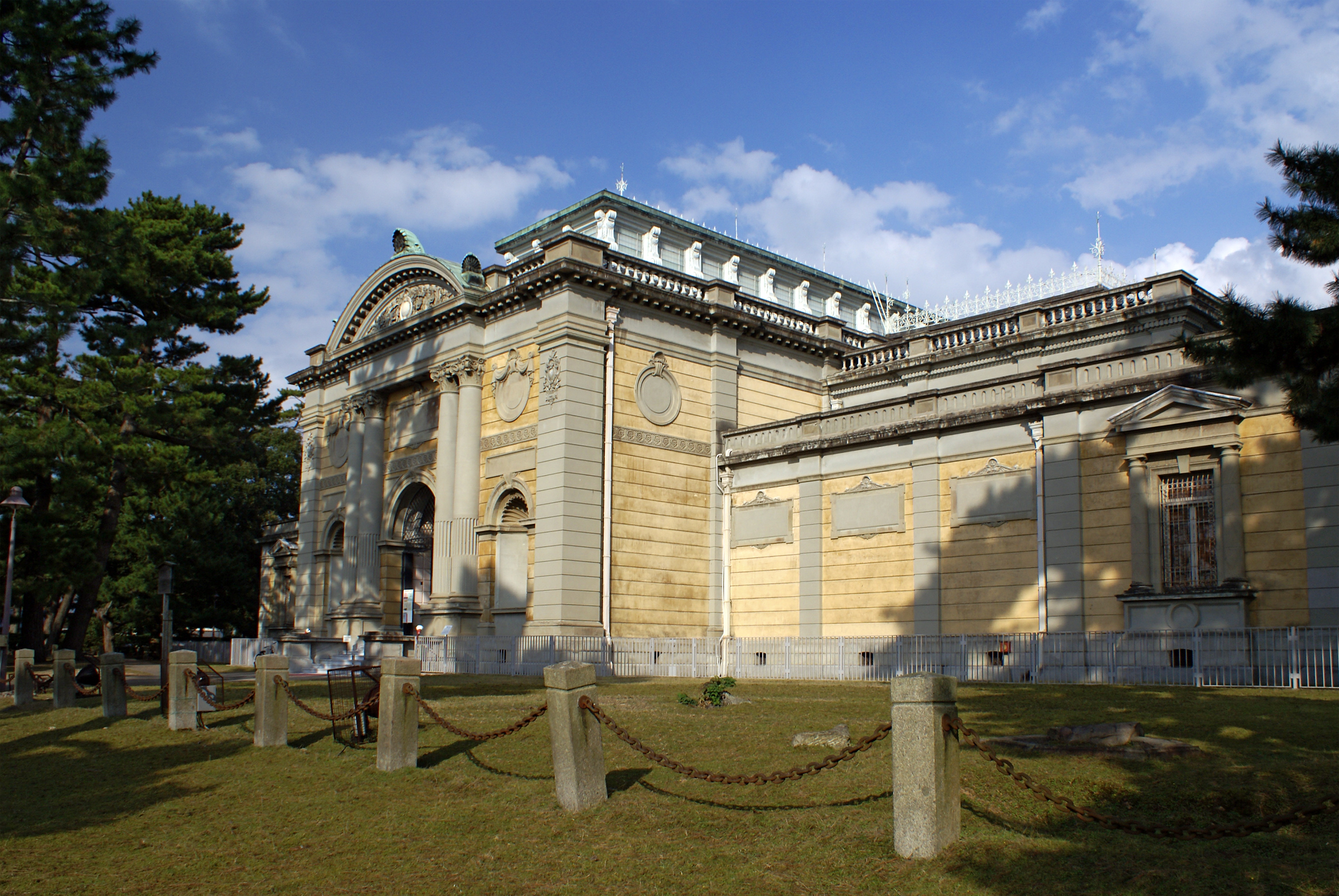
Nara Nemzeti Múzeum
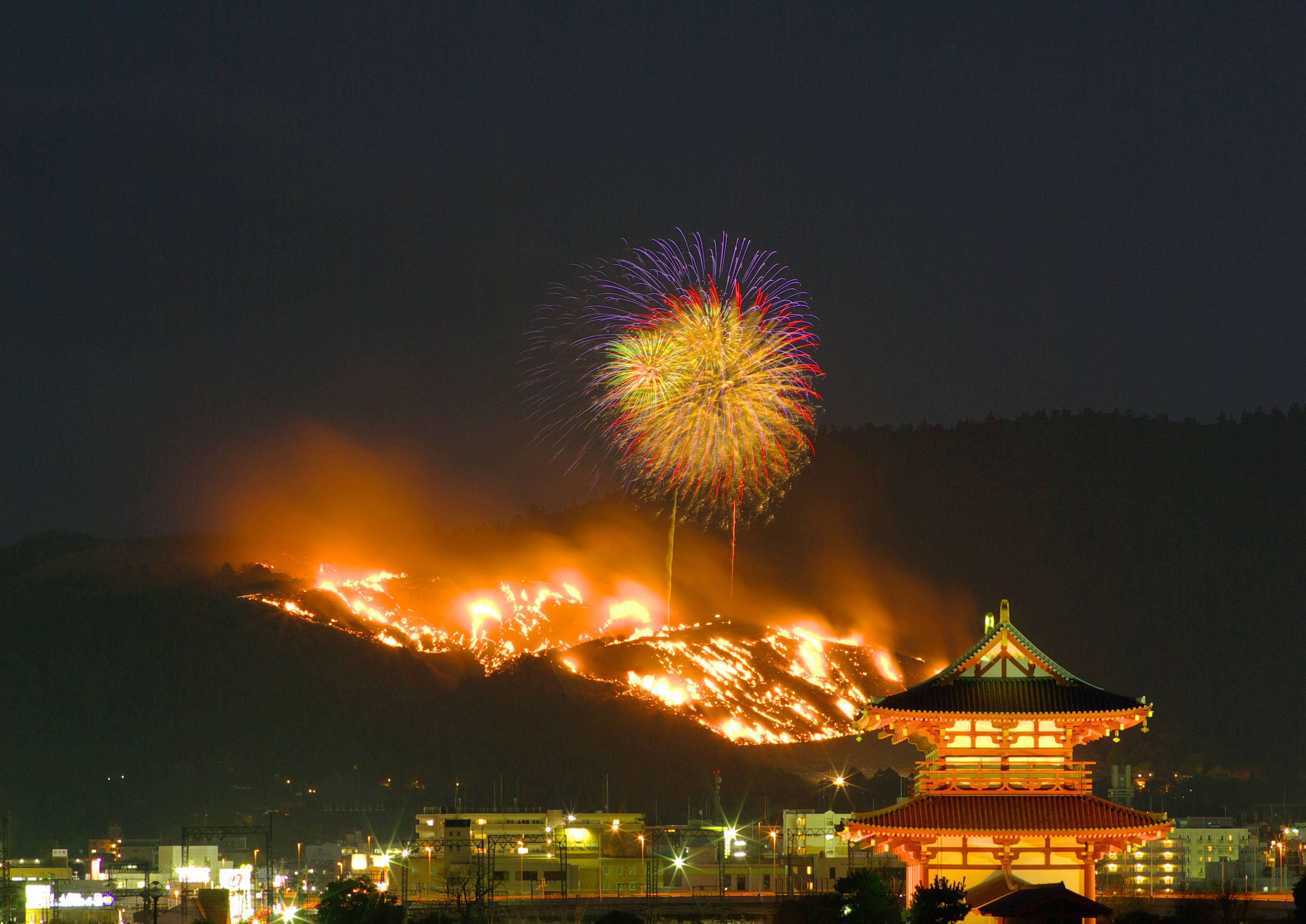
Wakakusza hegy

## Szarvasok Narában

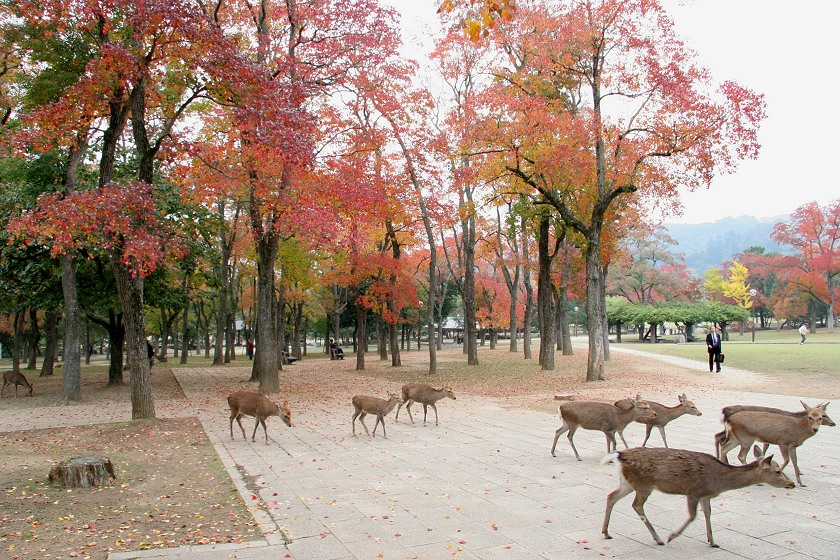
Szarvasok Narában ősszel

A Kaszuga szentély legendája szerint a misztikus Takemikazucsi isten egy fehér szarvason érkezett Narába, hogy vezesse az újonnan épült fővárost, Heidzsó-kjót. Azóta a szarvasokra mennyei állatokként tekintenek, akik védik a várost és az országot.
Szelíd szikaszarvasok járkálnak a városban, főleg a Nara Parkban. A helyszínen sika szembeit (szarvas keksz) lehet vásárolni, amivel a látogatók meg tudják etetni a szarvasokat.

## Oktatás
2005-ben 16 középiskola és 6 egyetem volt Narában.

### Egyetemek
A Narai Nőegyetem az egyike a két nemzetközi nőegyetemnek Japánban.

### Általános és középiskolák

#### Állami iskolák
Az állami általános és alsó középiskolákat Nara működteti.
Az állami középiskolákat Nara prefektúra működteti.

#### Magániskolák
Narában található a Tódaidzsi Gakuen nevű magániskola, amit 1926-ban alapított a megegyező nevű templom.

## Nemzetközi kapcsolatok

### Testvérvárosok
A hivatalos iratok alapján, Narának három testvérvárosa van Japánban, valamit hat külföldön.

### Japánban
- Dazaifu, Fukuoka
- Kórijama, Fukusima
- Obama, Fukui

### Japánon kívül
- Canberra, Ausztrália
- Gyeongju, Korea
- Toledo, Spanyolország
- Versailles, Franciaország
- Xi'an, Kína
- Yangzhou, Kína

## Fordítás
- Ez a szócikk részben vagy egészben a Nara, Nara című angol Wikipédia-szócikk ezen változatának fordításán alapul.  Az eredeti cikk szerkesztőit annak laptörténete sorolja fel. Ez a jelzés csupán a megfogalmazás eredetét és a szerzői jogokat jelzi, nem szolgál a cikkben szereplő információk forrásmegjelöléseként.